# Link 22
Il Link 22 è un Data Link tattico (TDL) digitale e sicuro, che sfrutta le bande radio HF e UHF, utilizzato principalmente dalle forze militari per lo scambio di dati tattici. Insieme al Link 16 e al "J-over-IP link" (in via di definizione), è uno dei tre Data Link tattici implementati dalle forze congiunte della NATO.

## Storia e gestione del programma
Durante la fine degli anni '80, la NATO, accettando la necessità di migliorare le prestazioni del Link 11, già esistente e molto diffuso soprattutto in ambito navale, promanò una dichiarazione di necessità di funzionalità (“mission need”) che divenne la base per l'istituzione del programma NATO Enhanced Link Eleven (NILE). Questo programma ha specificato un nuovo standard di messaggio tattico nello STANdardization AGreement (STANAG) 5522 NATO, per migliorare lo scambio di dati e fornire una nuova architettura di comunicazione a più livelli. Questo nuovo Data Link tattico è stato designato Link 22 dalla NATO.
Il programma NILE è finanziato e condotto in collaborazione da sette nazioni sotto l'egida di un Memorandum of Understanding (MOU) (“accordo di programma”).
Un comitato direttivo controlla l'intero programma NILE. Il programma è gestito dal Project Management Office (PMO), situato presso il Command Management Warfare (PMW) 150 dello Space and Naval Warfare Command (SPAWAR) a San Diego, in California. Il PMO è composto da un rappresentante di ogni nazione partecipante e da un Project Manager dagli Stati Uniti.

## Modalità di funzionamento

Schema di concetto della Link 22 Super Network

Il Link 22 può implementare fino a 8 reti radio simultanee all'interno di una super-rete. Ciascuna rete può utilizzare una modulazione radio HF o UHF a sua scelta all'interno di un'ampia gamma di modulazioni disponibili. Un'unità militare può partecipare contemporaneamente fino a 4 di queste reti.
I collegamenti UHF sono limitati a trasmissioni solo in linea di vista, mentre i collegamenti HF servono per trasmissioni a lungo raggio (fino a 300 miglia nautiche).

## Obiettivi del programma
Gli obiettivi del Link 22 sono:
- sostituire l'obsoleto Link 11, rimuovendo così le limitazioni inerenti a questo TDL;
- migliorare l'interoperabilità degli alleati;
- essere di complemento al Link 16, già in esercizio;
- migliorare la capacità di combattere dei comandanti in caso di ostilità.

Dal 2007 al 2009 la Germania, una delle nazioni aderenti al programma NILE, ha stipulato contratti con l'industria tedesca per migliorare le prestazioni e le capacità tattiche per il funzionamento del Link 22 a frequenza fissa ("Fixed Frequency" - FF) HF. Tre obiettivi sono stati raggiunti:
- maggiore robustezza per le velocità di trasmissione dati standardizzate (definite da MSN 1-6)
- intervallo di comunicazione senza interruzioni esteso fino a 1000 NM
- aumento della velocità di trasmissione (throughput) mediante forme d'onda aggiuntive ad alta velocità

Nel 2012 la Germania ha presentato la nuova tecnologia HF-FF alla NATO ed al programma NILE, rispettivamente per la ratifica e l'adozione. Nel 2015 il programma NILE ha approvato l'adozione della nuova tecnologia HF-FF, con il supporto completo previsto per il 2016.

## Gestione centralizzata delSystem Network Controller - SNC(“Controllore del sistema di rete”)
Il sistema Link 22 è centrato attorno al suo componente principale, il System Network Controller - SNC (“Controllore del sistema di rete”). Questo software esiste come una singola implementazione, prodotta dal NILE PMO e di proprietà delle nazioni del NILE. Per garantire la compatibilità tra le implementazioni di Link 22, tutti i partecipanti devono utilizzare questo software SNC. Ogni nazione implementante acquisirà questo software e lo implementerà in un ambiente hardware adatto alla propria applicazione. Pertanto, la SNC non è disponibile come prodotto commerciale ed è fornita da NILE PMO a NILE per le vendite concordate verso paesi terzi con un canone di mantenimento annuale.
Una panoramica e un'introduzione al Link 22 è fornita dal documento "Link 22 Guidebook" pubblicato dal NILE PMO nel luglio 2009. Questa guida è stata scritta in modo da fornire informazioni per gli operatori, i pianificatori, i gestori, i responsabili, gli sviluppatori ed i collaudatori del Link 22. Di seguito è riportato un estratto del capitolo 1 del documento citato. I restanti capitoli 2-3 del “Link 22 Guidebook” sono disponibili solo per le nazioni NILE e le terze parti acquirenti.

## Link 22 Guidebook,Capitolo 1 – Introduzione al Link 22

### Sezione A – Introduzione
Il Link 22 è un sistema radio sicuro dell'Organizzazione del Trattato dell'Atlantico del Nord (NATO) che fornisce comunicazioni Beyond Line of Sight (BLOS) (“oltre la linea dell’orizzonte”). Esso interconnette sistemi di dati tattici basati su mezzi aerei, di superficie, subacquei e di terra, ed è utilizzato per lo scambio di dati tattici tra le unità militari delle nazioni partecipanti. Il Link 22 sarà schierato in tempo di pace, di crisi e di guerra per sostenere i compiti bellici della NATO e degli Alleati.
Il Programma Link 22 è stato inizialmente condotto in collaborazione da sette nazioni sotto l'egida di un Memorandum of Understanding (MOU). Le sette nazioni originarie erano Canada, Francia, Germania, Italia, Paesi Bassi, Regno Unito (UK) e Stati Uniti (Stati Uniti), con gli Stati Uniti come nazione ospitante. La Spagna ha sostituito i Paesi Bassi come nazione NILE (NATO Improved Link Eleven).
Link 22 è stato sviluppato per sostituire e superare le note lacune del Link 11. Il Link 22 è stato inoltre progettato per integrare e interoperare facilmente con il Link 16. È stato progettato con una gestione automatica e semplice per garantire che sia più facile da gestire rispetto al Link 11 e al Link 16. Questo programma è chiamato "NATO Improved Link Eleven", abbreviato in "NILE". Il Data Link tattico fornito dal sistema NILE è stato ufficialmente designato Link 22.

#### Sicurezza delle comunicazioni
Il Link 22 utilizza un sistema avanzato di COMmunications SECurity – COMSEC (“sicurezza delle comunicazioni”), grazie all'inclusione di un dispositivo di crittografia / decrittografia integrato all'interno del sistema Link 22. Questo dispositivo crittografico (“crypto”) a livello di Data Link è chiamato Link Level COMSEC - LLC (“COMSEC a livello di link”). La sicurezza della trasmissione è disponibile anche tramite l'uso opzionale di radio a salto di frequenza.

#### Messaggi tattici
I dati tattici vengono trasmessi sul Link 22 in messaggi a formato fisso, che fanno parte della famiglia di messaggi della Serie J. Questa utilizza le stesse definizioni dei campi del Link 16 per fornire la standardizzazione tra i due collegamenti di dati tattici. Molti messaggi tattici del Link 16 sono trasmessi senza modifiche all'interno dei messaggi tattici del Link 22. I messaggi specifici del Link 22 sono versioni più efficienti dei messaggi del Link 16 e quindi utilizzano meno larghezza di banda (tramite signal processing – “elaborazione del segnale”). Il Link 22 fornisce una serie di funzioni Quality of Service (QoS), che vengono specificate con ciascuna richiesta di trasmissione. Tra le altre caratteristiche, la selezione dei messaggi per la trasmissione si basa sulla priorità e sulla QoS di ciascun messaggio, che fornisce un uso migliore delle risorse disponibili in base alla situazione operativa.

#### Link 22 Super Network- ("Super-rete Link 22")
Un sistema Link 22 operativo è chiamato Link 22 Super Network (“Super-rete Link 22”). Nella sua forma più semplice, una super-rete Link 22 consiste di due sole unità che comunicano tra loro in una singola rete NILE. La più complessa delle super-reti Link 22 sarebbe invece costituita dal numero massimo di unità partecipanti (125), con otto reti NILE. Un'unità che partecipa alla Link 22 Super Network può essere membro di un massimo di quattro delle reti NILE. Di seguito viene mostrata una Super Network più complessa.
Una super-rete consente comunicazioni senza interruzioni ("seamless") tra unità che utilizzano diversi supporti per soddisfare i requisiti operativi nelle condizioni di radiopropagazione delle modalità trasmissive prevalenti. In una Super Network, qualsiasi unità NILE può comunicare con tutte le altre unità NILE senza riguardo alla rete NILE a cui partecipano, estendendo così il teatro operativo. Quando un'unità invia un messaggio per estendere la copertura, effettua un'operazione che viene chiamata relay (“rilancio”), che è una funzione automatica del Link 22.

#### Automatic Relay(“Rilancio automatico”)
La copertura oltre ciò che il mezzo stesso sia in grado di fornire è fornita dal rilancio automatico dei messaggi e dalla capacità di adattarsi automaticamente alle modifiche, senza l'intervento dell'operatore. Ciò elimina sia la necessità di piattaforme aeree di rilancio dedicate che la pianificazione e gestione degli slot dei rilanci. Un'unità ritrasmetterà automaticamente un messaggio ricevuto quando necessario per assicurare che il messaggio sia ricevuto dai suoi destinatari. Il System Network Controller (SNC) calcola se il rilancio sia necessario, in base alla sua conoscenza della connettività tra le unità. La capacità di un'unità di rilanciare può essere influenzata dall'impostazione del rilancio stesso. L'impostazione predefinita è il rilancio automatico, ma l'unità può essere disabilitata dall'esecuzione del rilancio o designata come rilanciatore (“relayer”) preferito. Il rilancio viene eseguito in base al messaggio. Poiché i messaggi vengono ritrasmessi solo quando necessario, questo riduce l'utilizzo della larghezza di banda.

#### Beyond Line-of-Sight communications(“Comunicazioni oltre la linea di vista”)
Ogni rete NILE può impiegare comunicazioni ad Alta Frequenza (HF) o Ultra Alta Frequenza (UHF).
Le comunicazioni HF si trovano nella banda 2-30 MHz, che fornisce la comunicazione Beyond Line-Of-Sight (BLOS) (tramite HF Sky Wave o HF Ground Wave) ottimizzata per la trasmissione fino a 300 miglia nautiche (560 km). La modalità HF fornisce anche comunicazioni dirette in Line-Of-Sight (LOS).
Le comunicazioni UHF si trovano nella banda 225-400 MHz, che fornisce solo comunicazioni LOS.
All'interno di ciascuna banda è possibile utilizzare sia radio a frequenza fissa che a salti di frequenza. Una maggiore copertura è fornita dal rilancio automatico dei messaggi all'interno del sistema Link 22, come accennato in precedenza.

#### Forti forme d'onda e correzione degli errori
Il Link 22 ha un throughput di dati tattici migliore rispetto al Link 11 e può funzionare anche in condizioni in cui il Link 11 fallirebbe. Quando le condizioni sono cattive, il Link 22 può utilizzare più robusti parametri di gestione del mezzo fisico e mantenere la comunicazione, anche se ad una velocità di trasmissione dati più bassa del solito. Quando le condizioni sono buone, il Link 22 può ottimizzare i parametri di gestione del mezzo fisico per massimizzare il throughput dei dati. Ad esempio, i parametri specifici delle modalità trasmissive sono stati progettati per operare a latitudini elevate, che presentano alcune delle peggiori condizioni e dove il Link 11 opera raramente.

#### Protocolli distribuiti - NessunSingle Point of Failure(“Singolo punto di guasto”)
Il Link 22 utilizza protocolli distribuiti, quindi non ha un singolo punto di guasto (cioè, la perdita di una singola unità non causa la perdita di un'intera rete). Alcune unità eseguono specifici ruoli di gestione, ma il sistema continuerà a funzionare senza di esse. Ogni unità che svolge un ruolo speciale deve designare un'unità in stato di attesa (”Standby”), che può automaticamente assumerne il ruolo in caso di guasto o perdita.
Il Link 22 ha funzioni automatizzate di Network Management (“gestione della rete”) che richiedono un minimo di interazione con l'operatore, se non addirittura nessuno. Queste funzioni sono controllate dalla trasmissione dei messaggi di gestione della rete. Ogni unità può definire se rispondere o meno automaticamente, e se eseguire o meno automaticamente, ciascuna delle funzioni di gestione della rete.

#### Accesso multiplo a divisione temporale (TDMA)
Il Time Division Multiple Access (TDMA) “Accesso multiplo a divisione di tempo” è il metodo con cui la capacità di trasmissione disponibile per l'intera rete viene distribuita tra i suoi membri. Un periodo di tempo ciclico è suddiviso in timeslot, che possono avere durate diverse. La maggior parte dei timeslot sono allocati a specifiche unità nella rete.
Un'unità trasmette durante i propri timeslot. Tutte le altre unità ascoltano durante questo periodo e possono ricevere o meno la trasmissione. È possibile che siano disponibili timeslot di Priority Injection (“inserimento prioritario”), che possono ridurre il tempo di attesa di un'unità prima che sia in grado di trasmettere messaggi ad alta priorità. Se più unità trasmettono in un intervallo di tempo di inserimento prioritario allo stesso tempo, la trasmissione potrebbe non essere ricevuta: per questo motivo, la trasmissione viene ripetuta anche nel normale timeslot delle unità.

#### Gestione automatizzata della congestione
A livello tattico, quando un'unità è congestionata, può ridurre il traffico locale generato in base alle informazioni sulla congestione fornite. Inoltre, il Link 22 automatizza la gestione delle congestioni in diversi modi. L'instradamento dei messaggi tiene conto della congestione e instraderà i messaggi utilizzando percorsi alternativi per ridurre la congestione. Il Link 22 ha un protocollo di Dynamic TDMA (DTDMA) che, se abilitato su una rete NILE, consente alle unità congestionate di richiedere e ricevere automaticamente capacità aggiuntiva su base permanente o temporanea (modificando in tal modo la struttura TDMA). Se la DTDMA non raggiunge il risultato desiderato, l'unità che gestisce una rete NILE può modificare la configurazione della rete per ridistribuire la capacità disponibile o modificare i parametri del supporto in uso nel tentativo di aumentare la capacità della rete. Come ultima risorsa, un'unità può interagire con l'operatore per decidere quali dei messaggi tattici ricevuti e in coda per il rilancio, se è il caso, possono essere cancellati.

#### Entrata in rete ritardata
Dopo l'avvio della Super Network, le unità che arrivano in ritardo possono unirsi al Data Link tattico avviando un protocollo chiamato Late Network Entry (LNE). Il sistema supporta anche unità che desiderano semplicemente ascoltare una rete, chiamate unità di sola ricezione, che hanno la capacità di richiedere l'accesso alla rete, ma a cui non sono allocate capacità di trasmissione. Inoltre, il sistema supporta anche unità che vogliono solo ascoltare una rete senza eseguire alcuna trasmissione (unità silent join).

#### Funzionalità di test
Il Link 22 dispone di numerose funzionalità di test, disponibili per i test di compatibilità e interoperabilità.
Il sistema di test di compatibilità è denominato NILE Reference System (NRS) ed è stato sviluppato per testare il System Network Controller (SNC) e garantire che tutte le modifiche allo SNC soddisfino e continuino a soddisfare i requisiti del Link 22. Può anche essere usato per testare gli altri componenti del sistema Link 22, come LLC e SPC / Radio.
Il sistema di test di interoperabilità è chiamato Multiple Link System Test & Training Tool (MLST3), è stato esteso per incorporare Link 22 ed ha diverse configurazioni disponibili per il test.

### Sezione B: caratteristiche
Questa sezione tratta le seguenti caratteristiche principali di Link 22.
- Architettura di sistema
- Comunicazioni sicure
- Trasmissione di messaggi tattici
- Qualità del servizio
- Parametri fondamentali
- Modalità trasmissive
- Struttura del ciclo di rete
- Inizializzazione
- Gestione della rete
- Partecipazione ad una rete
- Resilienza
- Gestione della congestione

#### Architettura di sistema
Il design del Link 22 utilizza un approccio stratificato di protocolli di comunicazione ("communication stack") per produrre un'architettura di sistema aperta, con interfacce ben definite tra i sub-componenti.
L'approccio massimizza le estensioni e consente contributi di più fornitori.
Le componenti del NILE Communications Equipment (NCE) sono ie seguenti.
- System Network Controller (SNC)
- Link-Level COMSEC (LLC)
- Signal Processing Controllers (SPC) ("Controllori di elaborazione del segnale")
- Radio

Il sistema Link 22 è costituito dall'NCE e dalla parte Link 22 del Data Link Processor (DLP). All'interno del DLP, questo consiste nell'interfaccia verso SNC e nella gestione dei messaggi tattici che trasmette e riceve sul Data Link. I messaggi tattici sono definiti dallo STANAG 5522 della NATO. Il DLP è collegato al TDS (Tactical Data System), noto anche come sistema host dell'unità NILE, che elabora i messaggi tattici ricevuti e genera messaggi tattici per la trasmissione in conformità con i requisiti nazionali dell'unità.
Tutti i componenti del sistema NILE sono stati definiti e progettati congiuntamente. I sottosistemi SNC e LLC sono stati comunemente sviluppati. Lo sviluppo di tutti gli altri sottosistemi Link 22 è di competenza nazionale o del produttore.

#### Comunicazioni sicure
La LLC utilizza una chiave settimanale per crittografare e decrittografare il traffico dati che la attraversa. Due blocchi di chiavi possono essere caricati nel dispositivo, consentendogli di funzionare fino a 14 giorni senza alcun intervento dell'operatore. La chiave della settimana successiva può essere caricata in qualsiasi momento durante la settimana corrente. Informazioni dettagliate sulla gestione delle chiavi crittografiche sono contenute nel documento Crypto Key Management Plan.
La sicurezza della trasmissione viene fornita quando si utilizzano le radio a salto di frequenza. Il sistema è in grado di utilizzare radio a salto di frequenza nella banda UHF. Il supporto del salto di frequenza nella banda HF è previsto dal sistema ma non è ancora supportato da un'implementazione.
I messaggi tattici all'interno di Link 22 sono gestiti come buste sigillate ed il sistema funziona senza accesso ai contenuti dei dati tattici. Ciò fornisce la possibilità di crittografare i dati tattici al livello più alto e di essere ancora in grado di trasmetterli. Questo ulteriore livello di sicurezza non può essere fornito dal Link 16 poiché il terminale deve mantenere l'accesso ai dati tattici trasmessi.

#### Trasmissione di messaggi tattici
Il link 22 trasmette i dati tattici in messaggi a formato fisso ed utilizza le stesse definizioni degli elementi dati di Link 16. Ciò fornisce la standardizzazione tra i due Data Link tattici. I messaggi tattici sono composti da una fino ad otto Tactical Message Words (TMW) ("Word di messaggio tattico").
Ogni TMW ha una lunghezza di 72 bit. I messaggi Link 22 sono chiamati messaggi Serie-F e fanno parte della famiglia dei messaggi J. La Serie-F comprende due tipi di messaggi, i messaggi Unique F e i messaggi FJ:
- i messaggi della Serie Unique F sono versioni più compatte dei messaggi Link 16, o messaggi che non esistono nel Link 16.
- i messaggi FJ incapsulano i messaggi Link 16 Serie-J all'interno dei messaggi Link 22, consentendo la trasmissione di messaggi tattici del Link 16 senza modifiche all'interno del Link 22.

Il DLP richiede la trasmissione di un messaggio tattico di Link 22 con una Transmission Service Request - TSR ("richiesta di servizio di trasmissione"). Ogni richiesta di trasmissione utilizza un identificativo univoco e definisce la Qualità del servizio richiesta (QoS).
Il DLP crea i messaggi tattici del Link 22 dai dati tattici e dai requisiti di trasmissione definiti dallo STANAG 5522. In alternativa, i messaggi tattici possono essere creati dal TDS e quindi passati al DLP. Il DLP, tuttavia, è il componente responsabile del trasferimento di tutti i messaggi tattici di Link 22 all'NCE. Allo stesso modo, il DLP è la destinazione di tutti i messaggi tattici ricevuti dall'NCE. Il DLP può eseguire un'elaborazione limitata dei messaggi tattici ricevuti o semplicemente passarli sul TDS per l'elaborazione.
Ogni messaggio, come detto sopra, può essere definito con diverse QoS. Il DLP esegue altre funzioni tattiche, come la gestione delle tracce, la correlazione, la responsabilità di riporto, la risoluzione dei conflitti, il filtraggio dei dati e l'inoltro dei dati STANAG 5616 Voll. II e III. Queste funzioni sono di responsabilità nazionale e possono essere eseguite dal DLP o dal TDS. Il DLP può eseguire un'elaborazione minima del messaggio tattico, oppure può essere un sistema completo di Comando e Controllo (C2) multi-link.

#### Qualità del servizio
Il Link 22 fornisce un numero di funzioni QoS specificate nel TSR. Queste funzionalità consentono l'uso efficiente delle risorse disponibili. Le funzionalità di QoS includono quanto segue:
- Priorità
- Affidabilità
- Identificazione dell'origine dati
- Deperibilità
- Flag indicatori
- Indirizzamento.

#### Priorità
Il link 22 fornisce quattro livelli di Priorità (1-4), dove la priorità 1 è la più alta e 4 è la più bassa. Le richieste di Priorità 1 possono anche utilizzare il Flag indicatore di inserimento prioritario, che ha l'effetto di aumentare la priorità spostando la richiesta nella parte superiore della coda di priorità 1 e idonea per una trasmissione aggiuntiva anticipata in un timeslot di inserimento di priorità, se disponibile. I TSR vengono considerati durante l'impacchettamento per la trasmissione in un periodo di applicazione con priorità più alta, in ordine dal TSR più vecchio.

#### Affidabilità
L'affidabilità richiesta affinché l'unità di destinazione riceva il messaggio è inclusa in ciascun messaggio tattico da trasmettere. Sono disponibili tre livelli di affidabilità:
- l'affidabilità standard ("Standard Reliability") ha una probabilità di ricezione dell'80%
- l'alta affidabilità  ("High Reliability") ha una probabilità di ricezione del 90%
- esiste anche un protocollo di consegna garantita ("Guaranteed Delivery").

La probabilità di ricezione richiesta viene utilizzata per calcolare il numero di trasmissioni ripetute. I protocolli di affidabilità eliminano la necessità di trasmissioni ridondanti da parte della DLP. Il protocollo di consegna garantita riduce al minimo la ripetizione della trasmissione in base ai riconoscimenti ricevuti.

#### Data Originator Identification("Identificatore dell'originatore dei dati")
L'origine dei dati da trasmettere è fornita nel TSR. Il sistema Link 22 garantisce che questa identificazione dell'origine dati sia consegnata insieme ai dati, in modo che ogni unità che la riceve sappia quale unità ha originato i dati indipendentemente dal percorso attraverso il sistema.

#### Perishability("Deperibilità")
Il sistema mette a disposizione quattro livelli di perishability ("deperibilità dei messaggi") ed il TSR specifica quale livello si applica ai dati da trasmettere. La deperibilità consente di definire quanto vecchi possano essere i dati prima che non siano più rilevanti ed il sistema Link 22 garantisce che i dati che sono deperiti non vengano più trasmessi.

#### Indicator Flags("flag indicatori")
Ci sono due flag indicatori:
• il Priority Injection Indicator flag ("flag indicatore di inserimento prioritario") viene utilizzato per abilitare i messaggi di priorità 1 da iniettare in timeslot di inserimento prioritario (PI), che sono timeslot non assegnati a nessuna unità specifica
• Il Radio Silence Override Indicator flag ("Flag indicatore di annullamento del silenzio radio") consente di trasmettere il messaggio anche quando l'unità è in silenzio radio.

#### Addressing("Indirizzamento")
Sono forniti due diversi servizi di indirizzamento, con e senza riconoscimento, che di solito possono essere utilizzati contemporaneamente. Per entrambi questi servizi, sono disponibili cinque tipi di indirizzamento.
- Totalcast: tutte le unità del Link 22
- Neighborcast: tutti i vicini di radiofrequenza (RF) su ciascuna rete NILE su cui opera l'unità NILE
- Mission Area Sub Network (MASN) ("Sottorete della area di missione"): un gruppo logico di unità precedentemente definito
- Elenco dinamico: un elenco di unità (da due a cinque) specificate nella richiesta
- Punto a punto: una singola unità specificata nella richiesta

#### Parametri fondamentali
Il Link 22 richiede che ogni unità si inizializzi con gli stessi parametri fondamentali di tutte le altre unità. Questo è fondamentale per il funzionamento del sistema, in quanto riduce significativamente la quantità di dati di configurazione da distribuire da parte del sistema stesso.
Questi parametri fondamentali vengono forniti a ciascuna unità nell'Operational Tasking (OPTASK) Link Message (OLM) ("Messaggio di compito operativo del link"), fornito al TDS. I parametri fondamentali devono essere forniti alla SNC da DLP durante l'inizializzazione SNC. Questi dati vengono gestiti all'interno della SNC e vengono definiti Super Network (SN) Directory  ("Guida della super-rete"). La generazione dell'OLM viene eseguita dai pianificatori di rete, che tengono conto di molte informazioni, come la posizione delle operazioni, il numero di unità che ci si aspetta partecipino, il volume di messaggi tattici previsto per ciascuna unità e così via. I pianificatori considerano anche quali altri Data Link tattici saranno coinvolti. Essi devono comprendere l'infrastruttura completa della comunicazione e definiscono dove e come utilizzare il Link 22.

#### Media("modalità trasmissive")
Le modalità trasmissive che utilizzano l'alta frequenza (HF) nella banda 2-30 MHz forniscono comunicazioni Beyond Line-of-Sight (BLOS) ("Oltre la linea dell'orizzonte"), ottimizzati per (ma non limitati a) la trasmissione fino a 1.000 miglia nautiche (1.900 km). Le modalità trasmissive che utilizzano le frequenze ultra alte (UHF) nella banda da 225-400 MHz forniscono solo le comunicazioni in Line-of-Sight - LOS ("in linea di vista"). All'interno di entrambe le bande possono essere impiegate sia apparati radio a frequenze fisse che a salti di frequenze, per un totale di quattro diversi tipi di modalità trasmissive:
- HF a frequenza fissa
- UHF a frequenza fissa
- HF in Frequency Hopping (nessuna implementazione disponibile)
- UHF in Frequency Hopping

Il supporto HF in Frequency Hopping richiede un algoritmo proprietario TRANSEC ("TRANsmission SECurity"), di cui allo STANAG 4444 edition 1, per controllare la sequenza di frequenze. Questo algoritmo TRANSEC dedicato non è disponibile per l'implementazione dell'industria. Lo STANAG 4444 edition 2 consente la sostituzione dell'algoritmo proprietario di TRANSEC dell'edition 1, ma senza ulteriore definizione. Soluzioni precedenti ("legacy") sarebbero tecnicamente possibili ma a discapito della perdita di interoperabilità.
Gli STANAG 4444 edition 1 ed edition 2 coesistono: questo è un problema aperto.
Ogni modalità trasmissiva ha una o più impostazioni diverse, che utilizzano schemi di modulazione e codifica differenti. Insieme al tasso di frammentazione, questi fattori determinano il numero di bit per pacchetto di rete disponibili per la trasmissione, che varia tra 96 e 1824 bit, come si può vedere nella tabella seguente.
La durata di un frame di codifica del mezzo trasmissivo UHF Frequency Hopping è un numero classificato, ed è indicato nella tabella.
| Tipo di modalità trasmissiva | Codifica di trama della modalità trasmissiva (ms) | Configurazione della modalità trasmissiva | Tasso di Frammentazione | Dimensione del pacchetto di rete (bit) | Velocità di trasmissione (bit/secondo) |
| ---------------------------- | ------------------------------------------------- | ----------------------------------------- | ----------------------- | -------------------------------------- | -------------------------------------- |
| HF Fixed Frequency           | 112,5                                             | 1-6                                       | 1-3                     | 168 - 1.368                            | 1.493 - 4.053                          |
| HF Fixed Frequency           | 112,5                                             | 8-18                                      | 1                       | 160 - 1.080                            | 1.422 - 9.600                          |
| HF Frequency Hopping         | 112,5                                             | 1-4                                       | 1                       | 96 - 240                               |                                        |
| UHF Fixed Frequency          | 48                                                | 1                                         | 1-3                     | 608 - 1.824                            | 12.667                                 |
| UHF Frequency Hopping        | classificato                                      | 1-4                                       | 1                       | 464                                    | classificato                           |

#### Network Cycle Structure (NCS)- ("Struttura del ciclo di rete")
La Network Cycle Structure (NCS) definisce il protocollo TDMA per ciascuna rete NILE. Il tempo è diviso in periodi di durata fissa chiamati minislot, la cui durata varia a seconda del tipo di modalità trasmissiva adottata.
I periodi di tempo chiamati timeslot sono un numero intero di minislot, che possono essere di dimensioni diverse entro limiti specifici. Un timeslot è assegnato a una specifica unità NILE o è un periodo di inserimento prioritario (PI). Un'unità può trasmettere solo nei timeslot a lei allocati o, per certi messaggi ad alta priorità, può trasmetterli anche in un timeslot di applicazione dell'inserimento prioritario. Ciò garantisce che ogni unità abbia l'opportunità di trasmettere almeno una volta in un determinato periodo di tempo, chiamato Network Cycle Time (NCT) ("Tempo di ciclo di rete").
L'NCT è il numero di minislot che formano il ciclo di rete (somma della lunghezza di tutti i timeslot). Ad esempio può essere di 40 minislot, tuttavia questo può variare fino a un massimo di 1024.
Quando una rete è operativa, l'NCS viene indicato come Operational NCS (ONCS) ("NCS operativo"). Il Link 22 ha la capacità di modificare l'ONC. Questa funzionalità è denominata Dynamic TDMA (DTDMA). La SNC può anche modificare l'ONC fornendone uno nuovo.
Un NCS può essere definito dai pianificatori nell'OLM. I pianificatori prendono in considerazione il numero di messaggi tattici al secondo che un'unità deve trasmettere ("Capacity Need"), compreso il traffico di rilancio ("relay") e quanto tempo può attendere tra le trasmissioni (Access Delay - "Ritardo di accesso"). Quando l'NCS è definito nell'OLM, il DLP inizializzerà la rete con l'NCS fornito, che diventerà quindi l'NCS operativo.
La SNC può anche calcolare un NCS, nel qual caso devono essere forniti il Capacity Need e l'Access Delay per ciascuna unità nella rete. La SNC utilizza anche altri due parametri (Tolerance and Efficiency - "Tolleranza ed Efficienza") nel suo calcolo, che consente la generazione di un NCS ottimizzato che non soddisfa tutte le richieste di capacità in ingresso e ritardo di accesso solo quando è fisicamente impossibile farlo.
I tipi di modalità trasmissive, le loro impostazioni e le percentuali di frammentazione influenzano tutti la dimensione dei timeslot in un NCS.

#### Inizializzazione
Ogni unità nella Link 22 Super Network utilizza gli stessi parametri fondamentali ("Fundamental Link 22 Parameters") per eseguire l'inizializzazione. Questi parametri sono specificati nell'OLM. Ciò riduce significativamente il volume dei dati di configurazione che devono essere distribuiti dal sistema. In effetti, il Link 22 può essere inizializzato e può trasmettere messaggi tattici su una rete NILE nel momento in cui la rete deve iniziare, senza necessità di comunicazioni preliminari sulla rete.
L'inizializzazione consiste delle seguenti due parti.
- inizializzazione dell'unità NILE
- inizializzazione di rete

I sottosistemi dell'unità Link 22 devono essere inizializzati per primi, prima che possa essere inizializzata qualsiasi rete. Le informazioni sulla configurazione dell'hardware devono essere fornite alla SNC dal DLP. Inoltre, il DLP deve fornire i parametri fondamentali del Link 22 in modo che la SNC possa inizializzare i propri dati interni.
Quando l'inizializzazione della SNC è completa, il DLP può iniziare ad inizializzare le singole reti NILE. L'OLM può specificare uno dei due tipi di inizializzazione;
- l'inizializzazione rapida (nota come Short Network Initialization - "Inizializzazione di rete breve")
- un'inizializzazione che richiede la verifica delle condizioni ambientali prima di consentire la generazione di traffico tattico (noto come Initialization with Probing - "inizializzazione con sondaggio").

L'Inizializzazione di rete breve può utilizzare un NCS definito nell'OLM o consentire al SNC di calcolare l'NCS in base ai parametri Capacity Need ed Access Delay descritti sopra.
Se l'unità ha mancato l'ora di avvio per l'inizializzazione della rete, dovrebbe collegarsi alla rete eseguendo il protocollo LNE (Late Network Entry). Questo fornisce all'unità i parametri correnti, che potrebbero essere cambiati da quando la rete è stata inizializzata.

#### Network Management- ("Gestione della rete")
Il Link 22 è stato progettato utilizzando quanto appreso dall'esperienza dell'utilizzo del Link 16, per operare con una gestione semplice e automatizzata. Il risultato è che è molto più semplice pianificare e operare rispetto al Link 11 o al Link 16.
Il Link 22 ha funzioni di gestione della rete automatizzate che richiedono un minimo di interazione con l'operatore, se non addirittura nessuna. Queste funzioni sono controllate dalla trasmissione dei messaggi di Network Management ("gestione della rete"). Ogni unità può definire se rispondere o meno automaticamente, e se eseguire o meno automaticamente, ciascuna delle funzioni di gestione della rete.
Il link 22 specifica due ruoli di gestione della rete. Per ogni ruolo, un'unità di standby assume automaticamente quel ruolo se l'unità che esegue o ha assegnato quel ruolo si guasta o non è più presente. La nuova unità di gestione nomina immediatamente una nuova unità di riserva. Il sistema continuerà quindi a funzionare senza la presenza delle unità originariamente nominate per svolgere questi ruoli di gestione e funzionerà anche se nessuna unità sta eseguendo i ruoli. Dopo l'avvio del sistema Link 22, la Super Network Management Unit (SNMU) ("Unità di gestione della super-rete") ha la responsabilità di gestione complessiva per l'intera Super Network. Le unità di gestione di rete (NMU) hanno la responsabilità di gestione solo per la loro particolare rete NILE. La SNMU può ordinare agli NMU di eseguire le loro funzioni di gestione della rete. La SNMU può essere la NMU per le reti su cui è attiva. Una NMU può essere la NMU di più di una rete.
L'SNMU e, in alcuni casi, la NMU, possono ordinare alcune modifiche di gestione al sistema Link 22, incluso quanto segue.
- Avvio di una nuova rete NILE
- Arresto di un'unità NILE
- Arresto di una rete NILE
- Arresto dell'intera Super rete
- Ottimizzazione delle prestazioni della rete
- Controllo dei ruoli di gestione
- Partecipazione ad una rete
- Gestione dello stato di silenzio radio
- Gestione dello stato della chiave di crittografia

Altre funzioni di gestione non richiedono l'uso di un ordine, ma richiedono la trasmissione di un messaggio per avviare la modifica:
- Gestione della potenza radio
- Gestione della Directory della Super rete
- Segnalazione dei dati di monitoraggio
- Segnalazione di dati statistici

#### Inserimento in una rete
Un'unità che arriva dopo che la Super Network è stata avviata può ancora inserirsi attivando il protocollo LNE (Late Network Entry). Questo protocollo fornisce all'unità i parametri più recenti, necessari per unirsi alla rete. Il protocollo viene avviato dall'operatore e di solito è completamente automatico, con i progressi del protocollo resi disponibili all'operatore. Un'unità NILE può entrare in una rete in uno dei tre modi seguenti.
- Inactive Join ("Inserimento da inattivo"): l'unità vuole entrare in una rete quando non è membro attivo di alcuna rete NILE
- Active Join ("inserimento da attivo"): l'unità vuole entrare in una rete quando è già membro attivo di almeno un'altra rete NILE
- Silent Join ("Inserimento silenzioso"): un'unità che non è un membro attivo di alcuna rete NILE e desidera ascoltare la rete senza effettuare alcuna trasmissione

#### Resilienza
Il sistema Link 22 è progettato per essere resiliente. Se si verificano errori, li gestisce e tenta di continuare a funzionare. Un'unità che partecipa a più reti NILE può avere un guasto su una rete mentre continua a operare sulle altre reti. Un'unità è in grado di gestire la chiusura o l'arresto di una rete e il riavvio della rete dopo che l'hardware è stato ripristinato, senza intaccare le altre reti. Quando la connettività cambia, probabilmente a causa della perdita di un'unità o del guasto delle apparecchiature, il rilanciatore prende automaticamente in considerazione questo evento e modifica il routing dei messaggi nel tentativo di mantenere la probabilità che arrivino ai loro destinatari.
Il Link 22 ritrasmette automaticamente i messaggi per garantire che la qualità del servizio richiesta (Reliability) venga raggiunta quando possibile. Ciò elimina la necessità per il DLP di eseguire trasmissioni ridondanti e riduce al minimo l'utilizzo della larghezza di banda. Le ritrasmissioni sono sempre collocate in diversi pacchetti sulla rete in modo che la perdita di un singolo pacchetto non possa causare la perdita di tutte le trasmissioni ripetute. La trasmissione sulle reti NILE è controllata dalla struttura TDMA, che è nota a ciascuna unità, quindi la perdita di qualsiasi unità non influisce sulla capacità delle unità rimanenti di continuare a funzionare. Praticamente tutte le funzioni  (chiamate protocolli distribuiti) lavorano in questo modo, quindi non esiste un singolo punto di guasto. Alcune unità svolgono ruoli speciali, ma la perdita di queste unità non è disastrosa per il funzionamento del Link 22. Qualsiasi unità che stia eseguendo uno dei ruoli speciali deve assicurarsi di avere sempre un'unità di riserva disponibile per assumere il ruolo nel caso in cui la l'unità venga persa o il sistema Link 22 non funzioni. Un sistema di standby che rilevi un ruolo deve garantire che venga definito un nuovo standby. I messaggi vengono scambiati tra le unità e la perdita di ricezione da parte dell'unità di un certo ruolo farà in modo che la relativa unità di standby attivi il protocollo Role Takeover di acquisizione del ruolo mancante. Allo stesso modo, se l'unità di ruolo perde la ricezione dalla sua unità di standby, assegnerà il ruolo di standby ad un'altra unità.
La risoluzione dei problemi a livello di unità, rete o Super rete è abilitata dal riporto o il monitoraggio di dati statistici. La SNC di ogni unità convalida anche tutti i dati dei messaggi inviati ad esso dal DLP prima di elaborare il messaggio e segnala il successo o il fallimento di ciascun messaggio al DLP. Se la convalida fallisce, la SNC fornisce anche dettagli sul perché il messaggio ha fallito la convalida.

#### Gestione della congestione
La gestione della congestione viene eseguita automaticamente in vari modi. Il routing dei messaggi utilizzerà percorsi alternativi per ridurre al minimo la congestione. Quando il Dynamic TDMA (DTDMA) è abilitato, un'unità non congestionata può donare capacità di trasmissione di riserva a un'unità congestionata. Ciò influisce sull'assegnazione dei timeslot all'interno dell'ONC, ma non influisce sull'NCT. Tutto ciò si verifica automaticamente, senza necessità di azioni di operatore o DLP.
La NMU può modificare l'ONCS per ridistribuire la capacità. Questa funzione, denominata Network Reconfiguration ("riconfigurazione di rete"), causa un'interruzione della rete minima o nulla. La NMU fornisce o fa sì che la SNC generi un nuovo NCS, che può avere un NCT diverso. In caso di riconfigurazione corretta, l'NCS diventa il nuovo ONCS. I parametri delle modalità trasmissive possono essere modificati dall'unità NMU nel tentativo di aumentare la capacità disponibile della rete. Ciò richiede che la rete sia temporaneamente messa in pausa e reinizializzata con nuovi parametri, il che provoca una piccola interruzione delle operazioni di rete. Questa procedura è chiamata Network Re-Initialization ("re-inizializzazione della rete").
La NMU può facoltativamente fornire o indurre la SNC a generare un nuovo NCS, che può avere un NCT diverso. In caso di re-inizializzazione riuscita, l'NCS diventa il nuovo ONCS. La congestione delle unità deriva da due fonti:
- i messaggi che la DLP richiede di trasmettere
- i messaggi ricevuti da altre unità che devono essere inoltrati per garantire che vengano ricevuti dai loro destinatari

Il DLP ha il pieno controllo sui messaggi che ha richiesto di essere trasmesso. Il DLP potrebbe eliminare le richieste selezionate per ridurre la congestione e potrebbe ridurre la velocità delle richieste di trasmissione. I messaggi tattici che vengono trasmessi normalmente non sono sotto il controllo del DLP. In caso di elevata congestione, tuttavia, il DLP può essere informato dei messaggi di inoltro e decidere se desidera eliminarli. Quest'ultima risorsa riduce la congestione, ma influisce anche sulla consegna dei messaggi. Questo processo decisionale si chiama Relay Flow Control ("controllo di flusso del rilancio").

### Sezione C: Vantaggi

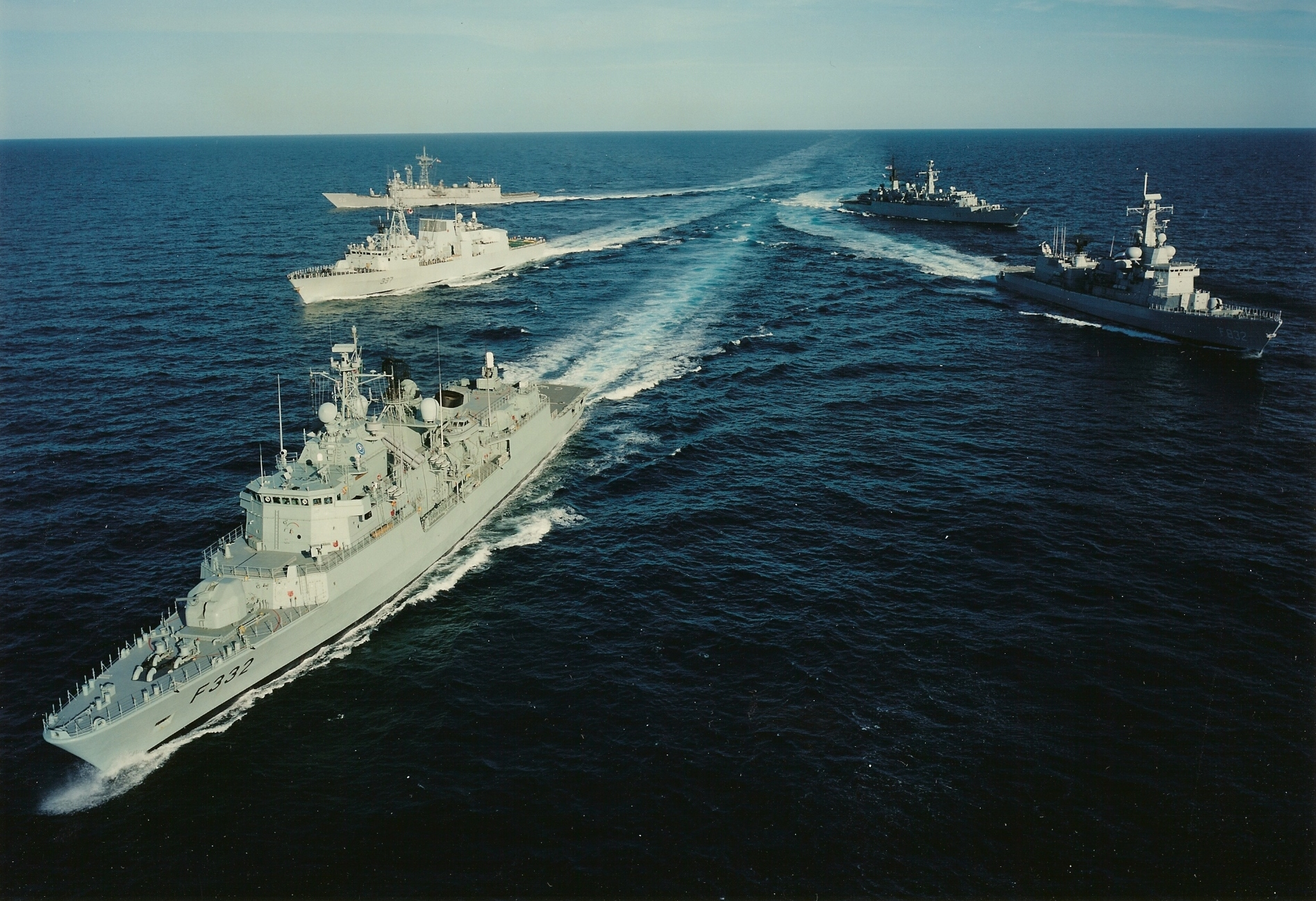
Un gruppo di unità navali della NATO, tipici utilizzatori del Link 22

Il Link 11 è un vecchio Data Link tattico che non offre più le capacità e le prestazioni richieste dalla comunità operativa odierna.
Il Link 16 è un Data Link tattico complesso e robusto che tenta di soddisfare i requisiti operativi attuali, ma è ancora basato su una tecnologia ragionevolmente superata: non offre concetti operativi derivati di recente, richiede una pianificazione complessa ed è difficile da gestire.
Il Link 22 offre la tecnologia più recente e utilizza prodotti commerciali non dedicati (COTS). Fornisce una suite di funzioni sofisticate, semplice da utilizzare, che richiede una minima interazione da parte dell'operatore e che le consente di essere utilizzata sia come Data Link tattico stand-alone o in un ruolo complementare con il Link 16. Il Link 22 migliora in modo significativo la capacità di Data Link tattici della NATO e soddisfa la crescente necessità odierna di interoperabilità garantita all'interno delle operazioni congiunte alleate.

#### Confronto con il Link 11
Il Link 11 esiste dalla metà degli anni '50. È stato concepito per supportare un numero limitato di unità che svolgono principalmente un ruolo Anti-Air Warfare (AAW) su una singola rete. Nell'uso normale (Roll Call) una rete Link 11 è controllata da una Net Control Station - NCS, che a sua volta esegue il polling di ciascuna unità per richiedere una trasmissione. Quando ciascuna unità viene interrogata, trasmette i suoi dati senza prioritizzarli, quindi nessuna unità può essere interrogata fino a quando l'unità trasmittente non completa le sue trasmissioni. Un'unità non può trasmettere finché non viene interrogata.
Il Link 22 è stato progettato principalmente come Data Link tattico marittimo per la guerra anti-superficie e subacquea, anche se, come il Link 16, supporta tutti gli ambienti di battaglia.
Segue un confronto tra le principali caratteristiche del Link 11 e del Link 22:
| Link 11 | Link 22 |
| --- | --- |
| Allocazione della trasmissione col metodo Roll Call ("chiamata rotante") - Aumento dei tempi di ciclo di rete a causa di un numero crescente di unità partecipanti (PU) e tracce. - Esteso ritardo di accesso | Usa la modulazione TDMA, che fornisce un accesso deterministico alla rete - La prioritizzazione dei messaggi garantisce che i più importanti vengano trasmessi prima dei meno importanti |
| Nessun modo di trasmettere informazioni urgenti | L'uso di timeslot con Priority Injection ("inserimento prioritario") nella struttura TDMA può essere utilizzato per minimizzare i ritardi nella trasmissione di informazioni urgenti |
| Numero of partecipanti limitato (max. 62) | Più unità possono collegarsi (max. 125) |
| Permette solo un'area di operazioni restrittiva, basata sulla portata radio delle singole piattaforme e, cosa più importante, sul suo metodo di segnalazione della propria posizione e di quello delle sue tracce, in base alla sua distanza da un Data Link Reference Point (DLRP) ("punto di riferimento del Data Link"). Questi fattori limitano l'utilizzo del Link 11 in aree estese di responsabilità ed impediscono anche le operazioni in zone polari. | Usa il Worldwide Geodetic System (WGS-84) ("sistema geodetico mondiale"), come il Link 16, quindi non ha limitazioni. Ogni unità NILE può operare simultaneamente su 4 reti al massimo; una Super Network può essere composta da fino ad 8 reti. Questa flessibilità aumenta di molto l'area di operazioni |
| Tutte le unità devono essere in connettività radio (RF) con la Net Control Station - (NCS) ("stazione di controllo di rete"): ciò limita nuovamente l'area di operazioni | L'uso dei protocolli di routing e relay ("rilancio") aumenta notevolmente l'area di operazioni, anche quando si utilizza il mezzo trasmissivo UHF in Line-of-Sight (LOS) ("linea di vista") |
| È relativamente facile da intercettare, a causa di punti deboli nella sicurezza del sistema | È più difficile da intercettare e qualsiasi tentativo di intercettazione è più facile da rilevare, grazie a funzionalità come la crittografia basata sul tempo |
| È relativamente facile disturbare una singola rete HF o UHF a frequenza fissa | Una singola rete HF o UHF a frequenza fissa può ancora essere disturbata; tuttavia, avendo più reti è più difficile disturbarle tutte contemporaneamente. L'uso di modalità trasmissive a salto di frequenza rende molto più difficile lo jamming                                                          |
| Il livello di crittografia non è sufficiente per difendersi dalla potenza di elaborazione dei computer moderni | Utilizza lo stesso chip crittografico del Link 16. La tecnologia Crypto viene aggiornata per soddisfare i requisiti futuri |
| La perdita della Net Control Station (NCS) causa il collasso dell'intera rete | Non usa una singola stazione di controllo di rete. È progettato senza un singolo punto di guasto |
| La precisione dei messaggi della Serie-M del Link 11 è inadeguata per le moderne esigenze di targeting ("fuoco sul bersaglio"). | Gli elementi di dati sono progettati con intervalli e granularità migliorati utilizzando lo stesso dizionario di dati del Link 16 |
| Le forme d'onda disponibili limitano le comunicazioni in cattive condizioni RF (come accade nelle regioni polari) | Usa una varietà di forme d'onda più robuste. In cattive condizioni è possibile utilizzare una codifica avanzata per mantenere comunque la comunicazione, anche se a discapito della velocità effettiva |
| I messaggi della Serie-M sono difficili da tradurre, rendendo complesso l'inoltro dei dati tra diversi link | Il Link 22 fa parte della famiglia di messaggi della Serie-J, utilizza lo stesso dizionario di dati del Link 16 e rende quindi la traduzione e l'inoltro relativamente facili rispetto al Link 11 |
| Larghezza di banda limitata (1.800 bit/s per il link veloce e 1.090 bit/s per quello lento) | Ha una gamma di larghezze di banda disponibili a seconda della codifica e del supporto, ad esempio per frequenza fissa: HF 1.493 - 4.053 bit/s oppure UHF 12.666 bit/s |

#### Confronto con il Link 16
Sebbene supporti tutti i tipi di ambiente operativo, il Link 16 è principalmente un Data Link tattico per anti-air warfare - AAW ("lotta antiaerea"). Il Link 22 è principalmente un Data Link tattico marittimo, progettato per integrare le operazioni del Link 16.
- Il Link 16 supporta una singola rete UHF. Dal momento che l'UHF è una banda solamente in Line-of-Sight - LOS ("linea di vista"), le unità Link 16 possono richiedere il supporto di un rlianciatore aereo. Il Link 22 funziona sia su HF che su HF / UHF con funzioni di rilancio automatico per ridurre la necessità di unità di rilancio aeroportate.
- La caratteristica di salto di frequenza veloce del Link 16 neutralizzano gli effetti del jamming, rendendo estremamente difficile il suo disturbo. La rete a frequenza fissa Link 22 HF / UHF può essere disturbata. Tuttavia, le sue reti multiple potrebbero essere più difficili da bloccare contemporaneamente.
- Nel Link 16, la gestione della rete può essere complessa e difficile da pianificare e operare. Nel Link 22, la gestione della rete è più automatizzata e include funzionalità come l'allocazione dinamica della larghezza di banda.
- Sia Link 16 che Link 22 utilizzano lo standard dei messaggi della famiglia Serie-J
- Sia Link 16 che Link 22 utilizzano la numerazione degli indirizzi delle unità partecipanti a 15 bit
- Sia Link 16 che Link 22 utilizzano la numerazione delle tracce a 19 bit
- Sia Link 16 che Link 22 utilizzano il sistema geodetico mondiale (WGS-84)
- Per il Link 16, la velocità di trasferimento dei dati è compresa tra 26.8 kbit/s (26.880 bit/s) e 107.5 kbit/s (107.520 bit/s), a seconda della struttura di impacchettamento dei dati. Per il Link 22, la velocità di trasferimento dati in frequenza fissa UHF è 12.7 kbit/s (12.666 bit/s). Il Link 22 può utilizzare più reti per un flusso di dati per aumentare la velocità di trasferimento dei dati.

#### Confronto della velocità di trasferimento dei dati
Le velocità dati (massime) mostrate nelle figure sono quelle disponibili per la trasmissione dei dati tattici, dopo che sono stati presi in considerazione i costi generali di basso livello (Error Detection And Correction - EDAC "bit di rilevamento e correzione degli errori", bit di sincronizzazione, ecc.).
|                                  | Link 11       | Link 22     | Link 22   | Link 16              |
| -------------------------------- | ------------- | ----------- | --------- | -------------------- |
| Banda di frequenza               | HF / UHF      | HF          | UHF       | UHF                  |
| Intervallo di frequenza [MHz]    |               | 1.5 – 30    | 225 – 400 | 960 – 1.215          |
| Larghezza di banda [kHz]         | 3             | 3           | 25        | 3.000                |
| Salto di frequenza               | No            | No          | No        | Si                   |
| Velocità di trasmissione [bit/s] | 1.364 o 2.250 | 640 – 9.600 | 12.667    | 26.880 * N = {1,2,4} |

Il Link 22 completa il Link 16 fornendo un'ulteriore larghezza di banda in altri intervalli di frequenza e in particolare fornendo le funzionalità Beyond-Line-of-Sight BLOS ("oltre la linea di vista") ed il rilancio automatico.

### Sezione D: Acquisizione
Dall'architettura del Link 22 si può vedere che è necessario acquisire i seguenti componenti per aggiungere la capacità di Link 22 ad una piattaforma.
- Sistema di interfaccia operatore (TDS / DLP)
- Hardware del processore System Network Controller - SNC (“Controllore del sistema di rete”).
- Link-Level COMSEC (LLC) ("sistema cifrante a livello di link")
- Signal Processing Controller (SPC) ("Controllore di elaborazione del segnale")
- Sistema radio
- Hardware sorgente di Time-Of-Day (TOD) ("orologio di riferimento")
- Cavi di connessione ed apparecchiature
- Parti di ricambio

Ogni articolo elencato sarà discusso ulteriormente. Anche i pezzi di ricambio logistici devono essere acquisiti per fornire un livello adeguato di copertura in caso di guasto dell'unità.

#### Sistema di interfaccia operatore (TDS / DLP)
Il Data Link Processor (DLP) è collegato (o ne fa parte) al Tactical Data System (TDS) ("Sistema dei dati tattici") dell'unità NILE. Il DLP elabora i messaggi tattici ricevuti e genera messaggi tattici per la trasmissione, in conformità ai requisiti nazionali dell'unità. Se il Link 22 deve essere aggiunto ad un'interfaccia operatore esistente o TDS, potrebbe essere possibile incorporare le funzioni TDS / DLP del Link 22 all'interno del sistema esistente; in caso contrario, sarà necessario un nuovo processore per eseguire le funzioni. Tuttavia, se il sistema esistente dispone di interfacce di Data Link non utilizzate, potrebbe essere possibile collegare il Link 22 al sistema esistente utilizzando un'interfaccia di Data Link di riserva. In questo caso, è necessario acquistare un sistema gateway che converta dal formato link esistente a Link 22.

#### Hardware del processore SNC
Il software SNC richiede un computer per eseguire il codice. Questo di solito è un hardware di tipo Personal Computer (PC), che utilizza i sistemi operativi Windows o Linux. Il software SNC è scritto in Ada 95 ed è facilmente trasportabile su altre piattaforme, purché vi sia presente un compilatore compatibile con Ada 95. Il computer non richiede una significativa potenza del processore e qualsiasi processore tecnologico disponibile è sufficiente. Come guida, un processore da 1 GHz con un GByte di memoria è più che adeguato. Il processore deve supportare almeno una connessione Ethernet (preferibilmente 100 Mbit/s) ma, a seconda della configurazione, potrebbero esserne necessarie due. Il processore richiede un po' 'di spazio per il sistema operativo, l'eseguibile SNC e il software di interfaccia TOD. Le possibili configurazioni includono una custodia per backplane VME con alimentatore e scheda processore VME o un PC industriale installabile su rack.

#### Link-Level COMSEC (LLC)("sistema cifrante a livello di link")
Una singola LLC può gestire più reti a seconda del tipo di mezzo trasmissivo. Il sistema può utilizzare un massimo di quattro LLC (che sarebbero una LLC per rete), ma questa sarebbe una configurazione insolita.
Un sistema tipico impiegherà una LLC quando vengono distribuiti fino a quattro HF o due UHF o una UHF e tre reti HF. Se vengono implementate più di due reti UHF, sono necessarie due LLC. Associato alla LLC e al processo del suo caricamento con le chiavi di cifratura, dovrebbe essere acquisito dall'agenzia crittografica nazionale un Data Terminal Device - DTD ("apparato terminale dati"), che viene utilizzato per caricare le chiavi nella LLC.
A seconda del metodo di distribuzione delle chiavi utilizzato, potrebbe essere necessario un lettore di nastri di carta KOI-18. È possibile distribuire chiavi crittografate come file PC, nel qual caso sarà necessario un cavo seriale speciale per caricare il file da un PC nel DTD. L'attuale LLC è un'unità da 19" installabile su rack. Il produttore si riferisce alla LLC come KIV-21 / LLC.

#### Signal Processing Controller (SPC) ("Controllore di elaborazione del segnale")
È richiesto un SPC per ogni rete / mezzo trasmissivo su cui l'unità deve operare. Un singolo SPC può essere configurato per utilizzare supporti diversi. Un'unità hardware SPC può contenere più di un SPC.
I mezzi trasmissivi a salto di frequenza sono supportati anche in un SPC separato o integrati in una radio a salti di frequenza. Gli SPC HF e UHF a frequenza fissa erano disponibili in chassis rack da 19", con due di essi contenenti schede VME che potevano essere montate su un backplane VME opportunamente configurato. La frequenza radio e il controllo della potenza da parte dell'SPC sono facoltativi. Fare riferimento alle specifiche dei produttori SPC per determinare le opzioni disponibili con le radio supportate.

#### Sistema radio
Per ciascuno dei tipi di mezzo trasmissivo che verranno utilizzati è richiesto un sistema radio appropriato, che si compone di quanto segue.
- Radio
- Amplificatore di potenza e alimentazione
- Unità di sintonizzazione dell'antenna
- Antenna
- Hardware di montaggio dell'antenna e infrastruttura di cablaggio

La radio, l'amplificatore di potenza e l'alimentazione possono essere una singola unità a seconda della potenza di uscita richiesta. Maggiore è la potenza di uscita, più è probabile che saranno necessarie unità separate. Uno degli obiettivi del programma NILE era di poter riutilizzare le moderne apparecchiature radio e le antenne del Link 11. Se ve ne sono disponibili, ciò ridurrebbe l'attrezzatura che deve essere acquisita.

#### Sorgente diTime-Of-Day - TOD("Orologio di riferimento")
Il Link 22 deve essere fornito con il tempo universale coordinato (UTC) che, se non già disponibile sulla piattaforma, deve essere acquisito. Il TOD deve essere fornito a DLP, SNC, SPC e radiofrequenze, se in dotazione. L'input TOD consigliato per gli SPC è il formato Extended Have Quick definito nello STANAG 4430. L'SNC viene fornito con un'applicazione separata (Read TOD) che accetta in input un Brandywine serial 485 ed 1 impulso al secondo (pps), in conformità con lo STANAG 4430.
Il software Read TOD può essere personalizzato per fornire al SNC il tempo appropriato, come descritto nella sezione 3 del [NRS IDD]. Il TDS può anche richiedere un tempo preciso per garantire la sincronizzazione tra tutti i sottosistemi. Se non è disponibile una fonte più precisa, è possibile utilizzare il Global Positioning System (GPS). L'hardware TOD basato su GPS è normalmente costituito da quanto segue:
- Antenna GPS e hardware di montaggio
- Cablaggio dall'antenna GPS al ricevitore GPS
- Ricevitore GPS e generatore di codici temporali
- Link dei cavi per fornire il codice temporale al sistema
- Schede del codice temporale per i computer SNC e DLP

#### Link di cavi e apparecchiature
Le apparecchiature devono essere alloggiate in appositi armadi, adatti all'ambiente in cui l'apparecchiatura deve essere installata. Se deve essere installato in uno o più contenitori dipenderà dal sito e dal modo in cui le apparecchiature di comunicazione sono solitamente configurate su tale piattaforma. Ogni set di apparecchiature richiede energia ed un appropriato sfogo per il raffreddamento.
I componenti dell'architettura Link 22 devono essere interconnessi tramite appropriati dispositivi di cablaggio e comunicazione. L'interfaccia DLP-to-SNC e l'interfaccia SNC-to-LLC utilizzano entrambi Transmission Control Protocol / Internet Protocol (TCP/IP). Se TCP/IP sta comunicando all'interno di un processore, non è richiesto alcun cablaggio per l'interfaccia, il che sarebbe il caso in cui DLP e SNC fossero in esecuzione sullo stesso processore. Quando si trova invece su apparecchiature o processori separati, TCP / IP può utilizzare molti tipi di interfacce di rete. L'interfaccia LLC utilizza Ethernet e quindi l'interfaccia SNC-to-LLC deve essere Ethernet. È possibile unire due porte Ethernet con un semplice cavo Ethernet cross-over (punto-punto) o unite tra loro tramite un hub o uno switch Ethernet. Si consiglia l'utilizzo di un hub Ethernet per consentire il monitoraggio dell'interfaccia. Se il processore host SNC ha solo una porta Ethernet, è possibile utilizzare un singolo hub sia per la DLP-to-SNC che per l'una o più interfacce SNC-to-LLC. La LLC è collegata all'SPC tramite cavo seriale RS-422. L'SPC è connesso alla sua radio tramite un'interfaccia specifica per i media ed è una responsabilità nazionale. Potrebbe anche essere implementato con l'SPC alloggiato all'interno della radio. Fare riferimento ai manuali dei produttori di SPC e radio per i dettagli esatti dell'interfaccia.

#### Parti di ricambio
Dovrebbero essere acquisiti anche i pezzi di ricambio logistici per fornire un livello adeguato di copertura in caso di guasto dell'unità. La quantità e il livello dei ricambi forniti sono di responsabilità nazionale e possono variare in base alla piattaforma, all'ubicazione e al numero di unità operative.

## Link 22 Guidebook, Capitolo 2: Link 22 Operazioni
Sulla base degli aspetti tecnici definiti in STANAG 5522 e sulla base delle procedure operative definite nel documento NATO, Allied Data Publication [ADatP-33] questo capitolo è inteso come una linea guida generica per pianificatori, operatori e tecnici che utilizza il link 22 in un unico o un ambiente con più collegamenti. Le procedure nazionali e specifiche della piattaforma e le azioni dell'operatore non sono trattate in questa guida.

## Link 22 Guidebook, Capitolo 3: Link 22 Parte Tecnica
Questo capitolo contiene i dettagli tecnici del Link 22, costituito da architettura, funzioni e protocolli. È principalmente destinato a integratori, ingegneri del software e tester. Si prevede che i lettori di questo capitolo abbiano conoscenza e comprensione dei capitoli precedenti, poiché questo capitolo spiegherà i dettagli senza reiterare le informazioni di livello superiore già fornite. Questo capitolo discuterà le caratteristiche, le funzioni, le interfacce e i messaggi di Link 22 non tattici. I messaggi tattici sono stati discussi nel capitolo 2, sezione D.